# Novsko ždrilo

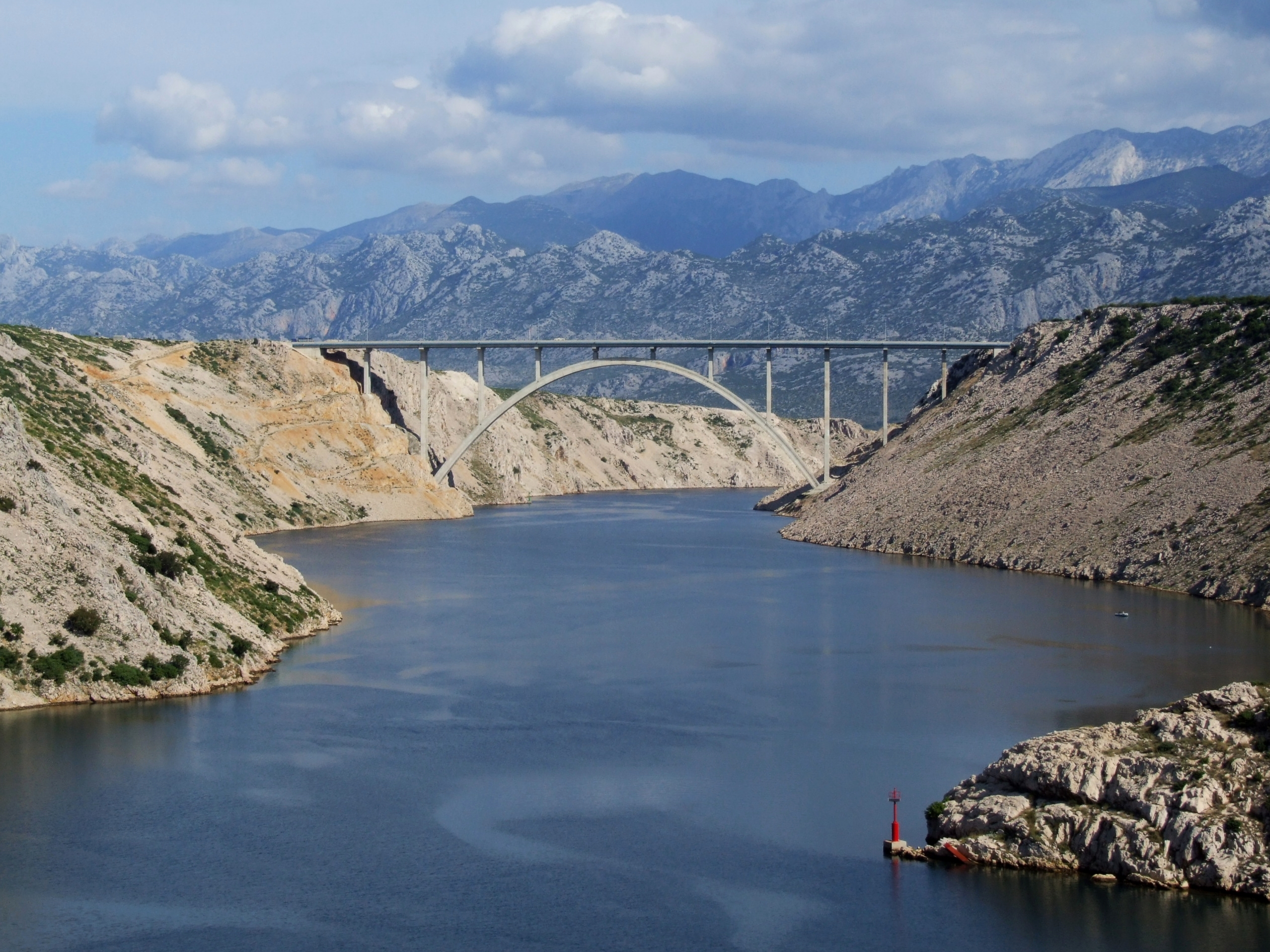
Nowy Most Maslenica nad cieśniną Novsko ždrilo

Novsko ždrilo – adriatycka cieśnina łącząca Novigradsko more z Kanałem Welebickim, w Chorwacji. Jest długa na 4 kilometry, szeroka do 400 metrów i głęboka do 30 metrów.
Nad cieśniną znajdują się dwa mosty Maslenica – tzw. „nowy” nad autostradą A1 oraz „stary” nad drogą D8 (w rzeczywistości ten drugi jest młodszy, gdyż został zniszczony podczas ostatniej wojny).